# C.Y.S.L.A.B.F.
Albums de Mika Miko
666
C.Y.S.L.A.B.F. est le premier album studio du groupe de punk Mika Miko sorti en 2006. 

## Liste des titres
1. Take It Serious – 1:49
2. Capricorinations – 1:56
3. See You There – 1:10
4. Jogging Song (He's Your Mr. Right) - 1:35
5. End of Time - 1:16
6. The Dress - 1:50
7. Tighty Liberace - 1:06
8. Take Hold - 1:22
9. Business Cats - 2:03
10. Chron Liar - 1:38
11. Don't Shake It Off - 1:14
12. I Don't Like Your Widows Peak - 2:26
13. Oh, Head Spin! - 1:25

## Membres du groupe
- Jennifer Clavin – Chant, Guitare, Clavier
- Jenna Thornhill – Chant, Saxophone, Clavier
- Michelle Suarez – Guitare, Clavier
- Jessica Clavin – Basse
- Kate Hall - Batterie